# Château du Lébous
Le château du Lébous est un village fortifié préhistorique situé sur la commune française de Saint-Mathieu-de-Tréviers, dans le département de l'Hérault.

## Protection
Le site a été classé au titre des monuments historiques en 1965. Situé sur un terrain privé, les vestiges ne sont pas accessibles au public.

## Le site
Il a été découvert en 1954 par le docteur Jean Arnal. L'édifice, dont il ne reste aujourd'hui que quelques vestiges pris dans la végétation locale aurait été construit en 2400 avant J.C, ce qui en fait une des constructions préhistoriques de ce type les plus anciennes de France. L'espace est délimité par une enceinte comportant dix tours rondes. 
Le site semble avoir été habité pendant de nombreux siècles, notamment au Néolithique final par des habitants rattachés à la culture de Fontbouisse.